# Ampheraster marianus
Ampheraster marianus är en sjöstjärneart som först beskrevs av Ludwig 1905.  Ampheraster marianus ingår i släktet Ampheraster och familjen Pedicellasteridae. Inga underarter finns listade i Catalogue of Life.